# Hexolobodon phenax
Hexolobodon phenax é uma espécie de roedor da família Capromyidae. É a única espécie do gênero Hexolobodon. Era encontrada nas ilhas de Hispaniola e La Gonave (Haiti e República Dominicana). Foi extinta por volta de 1600.